# Saint-Jory
Saint-Jory é uma comuna francesa na região administrativa da Occitânia, no departamento do Alto Garona. Estende-se por uma área de 19.1 km², com 5.902 habitantes, segundo os censos de 2018, com uma densidade de 310 hab/km².